# Apanteles coequatus
Apanteles coequatus är en stekelart som beskrevs av Nixon 1967. Apanteles coequatus ingår i släktet Apanteles och familjen bracksteklar. Inga underarter finns listade i Catalogue of Life.